# دائرة النار (مسلسل)
دائرة النار مسلسل سوري درامي أنتج عام 1988.

## ملخص القصة
يدور المسلسل في إطار اجتماعي حول سكان إحدى حارات دمشق، حيث يتعرض لاختلاف طريقة تفكير كل فرد من أفراد المجتمع، من خلال تسليط الضوء على ثلاثة أبناء في عائلة واحدة، كل واحد منهم يمثل طريقة تفكير، فالكبير تقليدي، والأصغر متعلم وواعي، والأوسط يتأرجح بينهما على حسب مصلحته.

## الممثلون
- سامية الجزائري.[2]
- طلحت حمدي.
- سمر سامي.
- رشيد عساف.
- عبد الهادي الصباغ.
- عبد الفتاح المزين.
- ضحى الدبس.
- واحة الراهب.
- بسام لطفي.
- حسن دكاك.
- حاتم علي.
- غسان مسعود.[3]
- أمل حويجة.
- خديجة العبد.
- أنجي اليوسف.
- عدنان عجلوني.
- حسين صيداوي.
- ظفيرة قطان.
- شريف السيد.
- أيمن رضا.
- علي التلاوي.
- فائق عرقسوسي.
- عزة البحرة.
- صالح الحايك.
- محمد العقاد.